# X Pixmap
X Pixmap (kamelnoterat X PixMap, akronym XPM) är ett bildfilformat baserat på ASCII-tecken som används på X Window System. Formatet skapades 1989 av Daniel Dardailler och Colas Nahaboo vid INRIA i Frankrike. Senare utökades formatet av Arnaud Le Hors.
Formatet är huvudsakligen avsett för att skapa ikoner och tillåter transparenta färger.

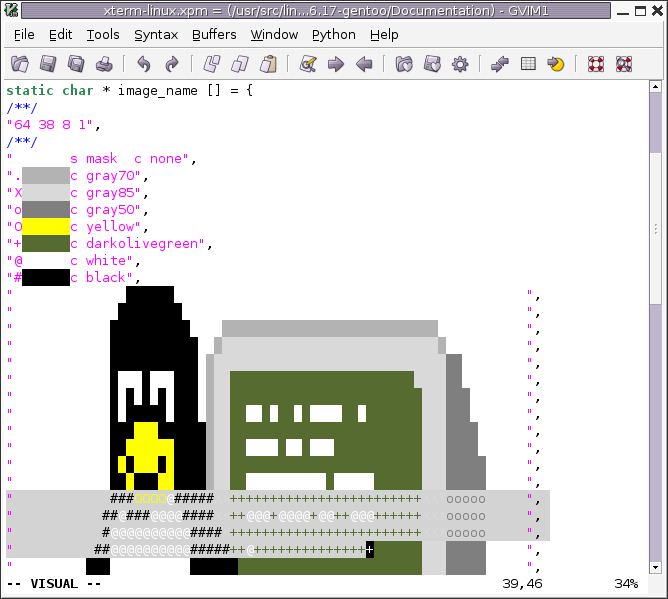
Vissa textredigerare kan rendera xpm-filer.

## Stilar
Det finns några olika varianter av XPM, nämligen XPM2 och XPM3.

### Jämförelse med XBM
Här är koden för bilden som syns i XBM-artikeln i båda formaten, båda exemplen är kompletta bildfiler:
```
#define blarg_xbm_width 16
#define blarg_xbm_height 7
static char blarg_xbm_bits[] = {
  0xec, 0xff, 0xea, 0xff, 0x6c, 0x32, 0xaa,
  0x5a, 0x6c, 0x3a, 0xff, 0x7f, 0xff, 0x9f};
```

Ovanför är XBM-filen (183 byte), nedanför XPM2 (170 bytes).
```
! XPM2
16 7 2 1
* c #ffffff
. c #000000
**..*...........
*.*.*...........
**..*..**.**..**
*.*.*.*.*.*..*.*
**..*..**.*...**
...............*
.............**.
```